# Ala-Lylyjärvi (sjö i Varkaus, Norra Savolax)
Ala-Lylyjärvi är en sjö i kommunen Varkaus i landskapet Norra Savolax i Finland. Sjön ligger 119,7 meter över havet. Arean är 65 hektar och strandlinjen är 9,4 kilometer lång. Sjön  ingår i Vuoksens huvudavrinningsområde.   Den ligger omkring 71 kilometer sydöst om Kuopio och omkring 300 kilometer nordöst om Helsingfors. 